# アンドレアス・ヴァンク
アンドレアス・ヴァンク（Andreas Wank、1988年2月18日 - ）は、ドイツのスキージャンプ選手で、ドイツ連邦軍のオーバーホーフスポーツ振興隊伍長である。旧東ドイツ、ハレ県ハレ/ザーレ生まれ。

## プロフィール
ヴァンクはハレ市郊外のドムニッツで暮らしていたが、10歳の時オーバーホーフのスポーツ学校に入学し、2007年に卒業した。2008年からWSV Oberhof 05に所属し、またアンスバッハ大学のトップアスリートコースに入学し、国際経営学士の学位を取得するために学んでいる。
ヴァンクは早くから頭角を現し、2000年、12歳の時早くもドイツ学生選手権で優勝、2001年シーズンはドイツジュニアカップとドイツカップ（ドイツ国内でのワールドカップ同様のシリーズ戦）でともに総合3位となった。翌2002年は団体戦でドイツ選手権2位、2003年はドイツジュニアカップ総合1位、ドイツジュニア選手権2位、ドイツカップ総合3位となった。
2004-2005シーズンからスキージャンプ・コンチネンタルカップに参戦し、ロバニエミでの2戦目で初の表彰台となる3位になった。
同年のスキージャンプ週間オーベルストドルフ大会にて地元枠でスキージャンプ・ワールドカップ初出場、45位だった。2005年のドイツジュニア選手権で優勝、ドイツ選手権で6位となった。
2008年のノルディックスキージュニア世界選手権（ポーランド、ザコパネ）で個人・団体の2冠となり、2008-2009シーズンからナショナルAチームに加わった。
2009年7月19日に行われたドイツ選手権では135mと139mの大ジャンプでミヒャエル・ウアマンを破り初タイトル。
2009-2010シーズンはパスカル・ボドマーとともにドイツ期待の若手としてワールドカップを転戦、2010年1月16日の札幌大会で自身初の表彰台となる2位になった。
バンクーバーオリンピックではノーマルヒル個人で出番はなく、ラージヒル個人でも28位に終わったが、団体戦では2本目に139mの大ジャンプをして銀メダル獲得に貢献した。このシーズンはワールドカップ総合で自己最高の21位となった。
2010-2011シーズンは主にコンチネンタルカップを転戦、総合3位となったがワールドカップではわずかに2度ポイントを獲得するに留まった。
2012年スキーフライング世界選手権団体で銅メダルを獲得、自身初出場の2013年ノルディックスキー世界選手権ではノーマルヒル個人9位、ラージヒル個人11位、ラージヒル団体では銀メダルを獲得した。
2014年2月にロシアで開催されたソチオリンピックは、ノーマルヒル10位、ラージヒルでは出番がなかったが、マリヌス・クラウス、アンドレアス・ウェリンガー、ゼヴェリン・フロイントと組んだ団体では1番手を飛び、チーム合計1041.1ポイントで金メダルを獲得した。
2014年夏にアンスバッハ大学を卒業し、所属クラブをWSV Oberhof 05からSC Hinterzartenに変更した。
2019年7月、引退を表明した。